# Luka Connor
Luka H. J. Connor (Ōpōtiki, 24 settembre 1996) è una rugbista a 15 neozelandese, tallonatrice del Chiefs Manawa e campionessa mondiale nel 2022 con le Black Ferns.

## Biografia
Nata in una famiglia dedita ad allevamento ovino e produzione di lana (suo padre è tosatore e sua madre cardatrice), la giovane Luka Connor crebbe nel rugby insieme ai suoi fratelli; nel 2012 l'allenatrice, ed ex Black Fern, Exia Shelford, in cerca di giocatrici per rifondare la sezione femminile di Bay of Plenty, reclutò la giovane Luka che a 16 anni divenne così una delle fondatrici della ricostituita squadra provinciale.
Un infortunio al legamento crociato anteriore la tolse dai campi di gioco per un anno intero tra il 2017 e il 2018 e, al rientro in attività, le fu offerto un contratto professionistico da NZ Rugby.
Con l'istituzione del Super Rugby Aupiki, omologo del Super Rugby destinata alle squadre femminili delle franchise neozelandesi partecipanti a quest'ultimo torneo, Connor è stata messa sotto contratto dalle Chiefs Manawa, nel cui bacino di afferenza si trova Bay of Plenty e ha vinto la prima edizione di tale competizione nel 2022; a seguire ha ricevuto la convocazione alla Coppa del Mondo 2021, tenutasi un anno più tardi a causa della pandemia di COVID-19.
Al termine di tale competizione si è laureata campionessa mondiale.

## Palmarès
- Coppe del mondo: 1
Nuova Zelanda: 2021
- Super Rugby Aupiki: 1
Chiefs: 2022